# T (слово латинице)
T (те) је двадесето слово латинице, двадесетшесто слово српске латинице. Може такође бити:
- Ознака за безвучни дентални оклузивни сугласник у фонетици српског језика, као и већем броју других језика.
- t је ознака за време и температуру у физици.
- t, тона је не-СИ јединица за масу (103 килограма односно 106 грама).
- Ознака за трицијум, изотоп водоника у хемији.
- Симбол T (Тесла) је СИ изведена јединица за магнетну индукцију (густину магнетног флукса).
- Т, Тера-, СИ префикс је ознака за ред величине од 1012 (Tg, TB, TeV za тераграм, терабајт, тераелектронволт и сл.)
- Симболом за 'тачно' ⊤ означава се 'таутологија' исказа у Буловој алгебри те логичким исказима (супр. ⊥ 'нетачно' или Не-Те).

## Историја
Слово T је почело као фенички Tav и грчко Tau и Theta, да би се кроз векове развило у Т какво данас познајемо.
| Прото семитска T | Феничко Tav | Грчко Tau/Theta | Етрушћанско T | Римско курзив T | Римско T |
| ---------------- | ----------- | --------------- | ------------- | --------------- | -------- |
| Прото семитска T | Феничко Tav | /               | Етрушћанско T | Римско курзив T | Римско T |

| Велико писано T | Старо Турско T | Старо Турско T | Сигнално наутичко T - ICS Tango | Брајева абецеда T | Абецеда глувонемих T |
| --------------- | -------------- | -------------- | ------------------------------- | ----------------- | -------------------- |
| Велико писано T | Старо Турско Т | Старо Турско Т | Сигнално наутичко T             | Брајева абецеда T | Абецеда глувонемих Т |